# Benedictia fragilis
Benedictia fragilis – gatunek dużego ślimaka słodkowodnego z rodziny Lithoglyphidae; jest jednym z 11 żyjących gatunków w rodzaju Benedictia W. Dybowski, 1875, endemit znany tylko z jeziora Bajkał.

## Etymologia nazwy
Opisany w 1875 roku przez Władysława Dybowskiego, na podstawie okazów zebranych przez jego brata, Benedykta Dybowskiego. Lektotyp: Instytut Zoologiczny Rosyjskiej Akademii Nauk, St.-Petersburg. Nazwa rodzaju upamiętnia Benedykta Dybowskiego, wybitnego polskiego przyrodnika i badacza Syberii; epitet gatunkowy (fragilis – łac.) oznacza ‘kruchy, łamliwy’.

## Cechy morfologiczne
Muszla wybitnie cienkościenna, bardzo krucha, jajowato-stożkowata, o barwie od żółtawo-białej (osobniki głębokowodne) do brunatnej (osobniki żyjące płycej). Skręty narastające równomiernie, mocno wysklepione, powierzchnia delikatnie młotkowana, linie przyrostu słabo zaznaczone, mikrorzeźba w postaci niewielkich dołeczków. Szew głęboki. Dołek osiowy wąski, czasami zakryty. Otwór muszli zamknięty cienkim wieczkiem o spiralnej budowie. Kształt otworu muszli uchowaty. Muszla embrionalna ponad 20 razy mniejsza od teleokonchy u osobników dorosłych. Radula mocna, z dużymi zębami głównymi, ząbki lateralne zanikające.
Wysokość muszli do 45–60 mm, grubość – 0,18–0,2 mm, stosunek masy muszli do masy ciała mniejszy niż 22%.
Delikatna budowa muszli może wynikać z małej twardości wody Bajkału (średnio <15 mg Ca/L) i dużej ilości rozpuszczonego dwutlenku węgla w głębszych partiach jeziora, co nie sprzyja mineralizacji muszli, alternatywnie może to być również przystosowaniem do przebywania na miękkich podłożach ilastych w sublitoralu i profundalu, gdzie duży ciężar muszli mógłby powodować grzęźnięcie mięczaków w podłożu.

## Występowanie
Południowe i centralne baseny Bajkału.

## Biologia i ekologia

### Zajmowane siedliska
Występuje na głębokościach od 30 do 1300 m, większość osobników spotykana w zakresie głębokości 30–200 m. Preferowane podłoża: piaskowe, ilaste, z dużą ilością detrytusu. Często spotykane w strefach przyujściowych rzek uchodzących do Bajkału. Nie tolerują niedotlenienia – ustępowały z rejonów jeziora zanieczyszczanych ściekami i podlegających eutrofizacji.

### Odżywianie
Zbieracz i rozdrabniacz. Wszystkożerca: w żołądkach stwierdzono glony (okrzemki i zielenice) fitoplanktonowe i peryfitonowe, drobne zwierzęta planktonowe (Epischura baikalensis, Amphipoda), ikrę i narybek, niezidentyfikowane, rozkładające się tkanki zwierzęce i detrytus. Nie jest jasne, czy obecność zwierząt w treści pokarmowej jest wynikiem aktywnego polowania czy połykania martwych organizmów. W żołądku występuje pręcik krystaliczny, pomagający w trawieniu pokarmu roślinnego.

### Rozmnażanie
Długość życia – średnio 5–6 lat. Jajorodne, jaja o średnicy 2,3–5 mm składane złożami, w kapsułkach, liczba jaj w złożu może dochodzić do 130–200. Jaja składane są na twardych przedmiotach, na muszlach innych mięczaków, ale głównie na swojej własnej muszli. Wynikać to może z braku dogodnych miejsc składania jaj w profundalu i konkurencji o miejsca lęgowe, ale także z dążenia do zapewnienia rozwijającym się zarodkom pierwszego źródła wapnia w wodach, które są w wapień ubogie. Rozwój prosty. Liczba chromosomów (2n=34).